# Son Dam-bi
Son Dam-bi es una cantante y actriz surcoreana. Debutó como cantante en 2007 bajo Pledis Entertainment con el sencillo "Cry Eye" y como actriz en 2009 en el drama "Dream".
En total a lanzado 4 miniálbumes, un álbum de estudio y 6 sencillos digitales.

## Biografía
En diciembre de 2021 se confirmó que desde septiembre del mismo año estaba saliendo con el ex patinador de velocidad Lee Kyou-hyuk. El 25 de febrero de 2022, su agencia anunció que la pareja se había comprometido.

## Carrera
Es miembro de la agencia H& Entertainment.

### 2007: Salto a la fama y debut
Inicialmente llegó a ser famosa al participar en un comercial para un reproductor de MP3 junto a Hyun Joon.[cita requerida]
Con anterioridad a su debut, MSN Japón realizó y liberó un documental que captura los entrenamientos y ensayos previos a su debut, el cual atrajo 480,000 visitantes en 5 días. Su entrenamiento lo realizó con un conocido coreógrafo norteamericano mientras se preparaba para este álbum, por lo que las personas empezaron a llamarla la versión femenina de Rain.
El sencillo debut constaba de cinco canciones que demostraban sus talento en el canto y el baile. Su single debut "Cry Eye" fue producido y compuesto por Jang Joon-ho, quien anteriormente escribió para MC Mong "180 Grados" y para Jang Woo-hyuk "Last Game", la letra de la canción fue proporcionada por Brian Kim, quien también escribió para Shinhwa el tema Once in A Lifetime.

### 2008-2010: "Crazy", "Saturday Night" y "The Queen"
El 29 de febrero de 2008, lanzó el sencillo digital "Change The World", como parte del OST del juego coreano "Priston Tale 2".

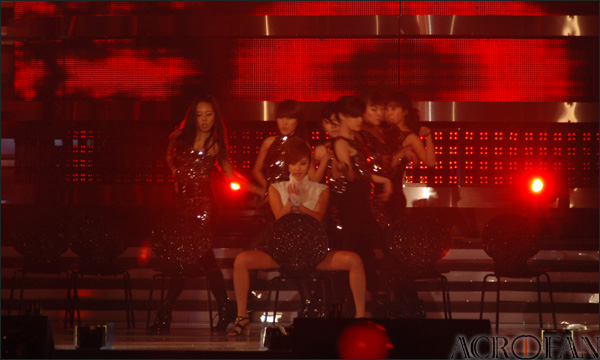
Dam-bi interpretando su famosa ¨danza de la silla¨

Después de la capacitación en los Estados Unidos para Cry Eye, regresó a Corea y lanzó su primer miniálbum, "Mini Album Vol.1", con un enfoque electrónico (saliendo de su anterior estilo crunk pop) el 29 de abril de 2008. El título principal fue "Bad Boy", producida por Brave Brothers. También, Kahi (exlíder de After School) fue su profesora de baile, y la acompañó en el vídeo musical de Bad Boy. El grupo "Bing Bang2 también colaboró para la versión remix de Bad Boy.
En septiembre de 2008, regresó con el segundo miniálbum "The Second Mini Album". El sencillo principal fue "미쳤어" ("Crazy"). La canción contó con la "danza de la silla", que se volvió muy popular entre el público coreano; desde entonces, se ha actualizado a la "danza del sofá ". La danza ha sido copiada y parodiada por muchas personas, incluyendo a Young Hyun Young, el comediante Noh Hongchul, miembro del equipo de Infinite Challenge y el también comediante Shin Bong sun o la cantante Lee Soo-young.
A finales de 2008, ingresó en el reality show de MBC, "We Got Married", siendo emparejada con el actor y modelo argentino/coreano Marco como parte del segundo grupo de parejas ficticias. La pareja fue apodada como la 'pareja mortal' obteniendo popularidad. Son Dam Bi y Marco hicieron su salida del show el 2 de febrero de 2009.
En 2009 se anunció que sería parte del elenco de "Hype Nation", cinta la cual ha sido etiquetada como una "película mundial".
En 2009, lanzó su primer álbum regular con el sencillo principal titulado "Saturday Night" ("토요일 밤에"). La canción se convirtió en su primer hit #1, superando a varios dentro y fuera de los gráficos musicales, incluyendo M! Countdown (dentro de 20 días), dos victorias en el show de la KBS Music Bank, y tres semanas encabezando el show de la SBS Inkigayo. Las canciones y rutinas de Dam-bi inspiradas en varias modas de los 80, la transformaron en una "retro fashionista".
En 2009 protagonizó el drama de SBS "Dream" con Joo Jin-mo y Kim Bum, que marcó su debut como actriz.
En julio del 2010, lanzó su tercer miniálbum titulado "The Queen". Aunque su primer éxito "Queen" fue señalado como plagio, ganó nuevamente el premio Bonsang en los premios Seoul Music Awards y fue nominada en los Mnet Asian Music Awards en la categoría mejor artista femenina solista.

### 2011–2013: "Lights and Shadows" y "Dripping Tears"
A partir de 2011 protagonizó el drama "Lights and Shadows". Fue transmitido por primera vez el 28 de noviembre de 2011. Terminó el rodaje en junio de 2012, con el drama finalizando su emisión el 3 de julio de 2012. El 10 de enero de 2012, publicó un OST para el drama titulado "Everything".
A mediados del 2012 su agencia confirmó que Dam-bi realizaría un comeback en Corea en algún momento del verano, posteriormente declarando que ya había terminado la grabación de su álbum y que estaba en medio de una sesión de fotos. El álbum tuvo que ser revisado antes de ser finalmente liberado el 12 de noviembre de 2012. El álbum, "Dripping Tears ," fue producido por Brave Brothers. Este contenía 6 canciones, incluyendo la canción del mismo nombre y una versión G Remix de Dripping Tears. El vídeo musical de la canción principal, fue lanzado un día después del álbum. Presentó por primera vez la canción el 15 de noviembre en "M Countdown".
En 2013, lanzó el sencillo digital titulado "Red Candle", el cual marco el término de su carrera como cantante. Red Candle, fue compuesta por el cantante Jonghyun de SHINee. Jonghyun eligió el género bossa nova y creó una canción que coincidía con su imagen sexy y su voz. 

### 2014-presente: actuación
Después del término de su carrera como cantante a protagonizado y participado en diversos producciones como actriz tales como los dramas "What Happens to My Family?" de KBS2 en 2014,, "Mrs. Cop 2" de SBS en 2016. 
En 2018, participó en la película "Private Investigator 2" y ha protagonizado las películas "Rose of Betrayal" y "The Accidental Detective 2: In Action". 
Actualmente también se mantiene activa en la industria del entretenimiento, participando como invitada recurrente en diversos programas de variedades.
En julio del 2019 Se anunció que se uniría al elenco de la serie When the Camellia Blooms donde dará vida a la arrogante pero intuitiva Hyang Mi.

## Discografía

### Álbum de estudio
| Título                     | Detalles del álbum | tabla de posiciones | Ventas         |
| Título                     | Detalles del álbum | KOR                 | Ventas         |
| -------------------------- | --- | ------------------- | -------------- |
| Tipo "B" - Volver A los 80 | - Lanzamiento: 23 de marzo de 2009 - agencia: Pledis Entertainment - Formato: CD, descarga digital Lista de pistas 1. 1. On A Saturday Night 2. No Sympathy (Remix) 3. Even If It's The Second Time 4. Slowly Forget 5. Bad Boy Bad Boy (Remix) (Club House Ver.) 6. Crazy (Remix) (Club Hiphop Ver.) 7. The Clothes I'm Sick Of Wearing 8. Invisible Person 9. Twice Too Many Time 10. Saturday Night (Instrumental) | 2                   | - KOR: 11,048+ |

### Álbum recopilatorio
| Título                  | Detalles del álbum                                                                                 | tabla de posiciones |
| Título                  | Detalles del álbum                                                                                 | KOR                 |
| ----------------------- | -------------------------------------------------------------------------------------------------- | ------------------- |
| Son Dam Bi Remix Vol. 1 | - Lanzamiento: 20 de noviembre de 2008 - agencia: Pledis Entertainment - Formato: descarga Digital | —                   |

### Sencillos
| Título  | Detalles del álbum | tabla de posiciones |
| Título  | Detalles del álbum | KOR                 |
| ------- | --- | ------------------- |
| Cry Eye | - Lanzamiento: 20 de junio de 2007 - agencia: SBME Corea - Formato: CD, descarga digital Lista de pistas 1. 1. Cry Eye 2. Girl Like That (feat. ED & Hwa Young Song) 3. Alone 4. Start (feat. David Kim) 5. Cry Eye (Inst.) | 27                  |

### versión extendida
| Título                | Detalles del álbum | tabla de posiciones | Ventas         |
| Título                | Detalles del álbum | KOR                 | Ventas         |
| --------------------- | --- | ------------------- | -------------- |
| Mini Album Vol. 1     | - Lanzamiento: 29 de abril de 2008 - Etiqueta: Pledis Entertainment - Formato: CD, descarga digital Lista de pistas 1. 1. Intro 2. Bad Boy (featuring Kahi) 3. 반대말 (Opposite) 4. 입다 질린 옷 (The Clothes I'm Sick Of Wearing) 5. 그만하자 (Forget It) 6. Bad Boy (Ballad Version) 7. Bad Boy (Instrumental) | 20                  | - KOR: 5,000+  |
| The Second Mini Album | - Lanzamiento: 18 de septiembre de 2008 - Etiqueta: Pledis Entertainment - Formato: CD, descarga digital Lista de pistas 1. 1. 미쳤어 (Crazy) (Feat. Eric) 2. 투명인간 (Invisible Person) 3. No Sympathy 4. PLAY 5. 미쳤어 (Crazy) (Instrumental)                                                                | 11                  | - KOR: 10,000+ |
| The Queen             | - Lanzamiento: 8 de julio de 2010 - Etiqueta: Pledis Entertainment - Formato: CD, descarga digital Lista de pistas 1. 1. dB Rider 2. Queen 3. Beat Up By A Girl 4. Can't U See 5. Super Duper 6. Queen (Instrumental) 7. Can't U See (Instrumental)                                                              | 3                   | - KOR: 10,000+ |
| Dripping Tears        | - Lanzamiento: 12 de noviembre de 2012 - Etiqueta: Pledis Entertainment - Formato: CD, descarga digital Lista de pistas 1. 1. Return 2. 눈물이 주르륵 (Dripping Tears) 3. 그랬나봐요 (It Seems So) 4. Emergency Call 5. 사랑하고 싶었어 (I Wanted To Love) 6. 눈물이 주르륵 (G. Remix Version) (Dripping Tears)  | 3                   | - KOR: 11,000+ |

### Sencillos
| Título                      | Año  | tabla de posiciones | tabla de posiciones | Álbum                      | Ventas               |
| Título                      | Año  | KOR                 | KOR Hot 100]        | Álbum                      | Ventas               |
| --------------------------- | ---- | ------------------- | ------------------- | -------------------------- | -------------------- |
| "Lloran Los Ojos"           | 2007 | —                   | —                   | Lloran Los Ojos            |                      |
| "Inicio"                    | 2007 | —                   | —                   | Lloran Los Ojos            |                      |
| "Cambiar El Mundo"          | 2008 | —                   | —                   | Álbum no solo              |                      |
| "Bad Boy" (con Kahi)        | 2008 | —                   | —                   | Mini Album Vol. 1          |                      |
| "Invisible Persona"         | 2008 | —                   | —                   | El Segundo Mini Álbum      |                      |
| "El loco"                   | 2008 | —                   | —                   | El Segundo Mini Álbum      |                      |
| "Saturday Night"            | 2009 | 1                   | —                   | Tipo "B" - Volver a los 80 |                      |
| "Amoled" (con After school) | 2009 | 5                   | —                   | Álbum no solo              |                      |
| "No se puede Ver U"         | 2010 | 12                  | —                   | La Reina                   |                      |
| "La reina"                  | 2010 | 3                   | —                   | La Reina                   |                      |
| "dB Rider" (Nueva versión)  | 2010 | 70                  | —                   | La Reina                   |                      |
| "Dripping Tears"            | 2012 | 10                  | 12                  | El Goteo De Lágrimas'      | - KOR: 715,618+ (DL) |
| "Vela Roja"                 | 2013 | 26                  | 62                  | Álbum no solo              |                      |

### Otras canciones
| Título        | Año  | tabla de posiciones | Álbum          |
| Título        | Año  | KOR                 | Álbum          |
| ------------- | ---- | ------------------- | -------------- |
| "It Seems So" | 2012 | 169                 | Dripping Tears |

## Filmografía

### Series
| Año             | Título                     | Papel          | Red  |
| --------------- | -------------------------- | -------------- | ---- |
| 2009            | Sueño                      | Park So-yeon   | SBS  |
| 2011-2012       | Luces y Sombras            | Yoo Chae-young | MBC  |
| 2014            | ¿Qué pasa Con Esta Familia | Kwon Hyo-jin   | KBS2 |
| 2016            | La SeñoraCop 2             | Shin Yeo-ok    | SBS  |
| 2019 - presente | When the Camellia Blooms   | Hyang Mi       |      |

### Películas
| Año  | Título         | Personaje | Notas |
| ---- | -------------- | --------- | ----- |
| 2018 | Too Hot to Die | Mi Ji     |       |

### Espectáculo de variedades
| Año             | Título                      | Red  | Notas                             |
| --------------- | --------------------------- | ---- | --------------------------------- |
| 2020 - presente | I Live Alone                | MBC  | (ep. 261, 328-presente) - miembro |
| 2018 - 2019     | Village Survival, the Eight |      | 12 episodios - miembro            |
| 2019            | Try It                      | JTBC | miembro                           |
| 2018            | Running Man                 | SBS  | (ep. 405)                         |
| 2008-2009       | Nos Casamos                 | MBC  | con Marco                         |

### Presentadora
| Año  | Evento                        | Notas           |
| ---- | ----------------------------- | --------------- |
| 2019 | 2019 KBS Entertainment Awards | co-presentadora |

## Premios y nominaciones

### Televisión
| Año  | Premio                                       | Categoría                                              | Nominación                 | Resultado |
| ---- | -------------------------------------------- | ------------------------------------------------------ | -------------------------- | --------- |
| 2009 | 19th Seoul Music Awards                      | Bonsang                                                |                            | Ganadora  |
| 2009 | 3rd Mnet 20's Choice Awards                  | mejor cuerpo femenino                                  |                            | Nominada  |
| 2009 | 3rd Mnet 20's Choice Awards                  | mejor icono de estilo                                  |                            | Nominada  |
| 2009 | 3rd Mnet 20's Choice Awards                  | mejor actuación                                        |                            | Nominada  |
| 2009 | 11th Mnet Asian Music Awards                 | mejor artista                                          |                            | Nominada  |
| 2009 | 11th Mnet Asian Music Awards                 | mejor house & electronic                               |                            | Nominada  |
| 2009 | 24th Golden Disk Awards                      | Bonsang digital                                        |                            | Ganadora  |
| 2009 | SBS Drama Awards                             | premio nueva estrella                                  | Dream                      | Ganadora  |
| 2010 | 20th Seoul Music Awards                      | Bonsang                                                |                            | Ganadora  |
| 2010 | 12th Mnet Asian Music Awards                 | mejor artista                                          | "Queen"                    | Nominada  |
| 2011 | Chinese TOP Awards Concert                   | artista extranjera con mejor presencia en el escenario |                            | Ganadora  |
| 2011 | 21st Seoul Music Awards                      | Bonsang                                                |                            | Ganadora  |
| 2011 | 6th Asia Model Festival Awards               | Cantante popular BBF                                   |                            | Ganadora  |
| 2012 | 20th Korean Culture and Entertainment Awards | mejor actriz nueva                                     | Lights and Shadows         | Ganadora  |
| 2012 | 5th Korea Drama Awards                       | premio excelencia, actriz                              | Lights and Shadows         | Nominada  |
| 2012 | MBC Drama Awards                             | premio excelencia, actriz de drama                     | Lights and Shadows         | Ganadora  |
| 2013 | 23rd Seoul Music Awards                      | Bonsang                                                |                            | Nominada  |
| 2013 | 23rd Seoul Music Awards                      | premio popularidad                                     |                            | Nominada  |
| 2014 | KBS Drama Awards                             | mejor actriz de reparto                                | What Happens to My Family? | Nominada  |
| 2016 | SBS Drama Awards                             | premio excelencia, actriz de drama                     | Mrs.Cop 2                  | Nominada  |
| 2019 | Best Drama Star                              | 2019 Best Star Award                                   | -                          | Ganadora  |
| 2019 | Best New Actress                             | KBS Drama Award                                        | When the Camellia Blooms   | Ganadora  |
| 2020 | Best Supporting Actress                      | 56th Baeksang Arts Award                               | When the Camellia Blooms   | Ganó      |
| 2020 | Popular Star Award — Female Actress          | Asia Model Award                                       | -                          | Ganó      |
| 2020 | Excellence in Variety                        | 2020 MBC Entertainment Award                           | I Live Alone               | Ganó      |
| 2020 | Best Supporting Actress                      | 7th APAN Star Award                                    | When the Camellia Blooms   | Nominada  |

### Premios en espectáculos musicales

#### M! Countdown
| Año  | Fecha       | Canción          |
| ---- | ----------- | ---------------- |
| 2009 | 16 de abril | "Saturday Night" |

#### Music Bank
| Año  | Fecha       | Canción          |
| ---- | ----------- | ---------------- |
| 2009 | 10 de abril | "Saturday Night" |
| 2009 | 17 de abril | "Saturday Night" |

#### Inkigayo
| Año  | Fecha       | Canción          |
| ---- | ----------- | ---------------- |
| 2009 | 19 abril    | "Saturday Night" |
| 2009 | 26 de abril | "Saturday Night" |
| 2009 | 3 de mayo   | "Saturday Night" |